# Hans Brei
Hans „Hansi“ Brei (* 19. November 1946) ist ein ehemaliger deutscher Basketballtrainer. Er führte die Damen-Mannschaft des TSV 1880 Wasserburg zu sechs deutschen Meistertiteln und vier Pokalsiegen.

## Laufbahn
1964 kam Brei über Jörg „Joe“ Prantl, den Gründer der Basketball-Abteilung des TSV 1880 Wasserburg, im Alter von 17 Jahren zu seiner ersten Trainertätigkeit in der TSV-Jugendabteilung. Während seiner Spielerkarriere lief Brei für Wasserburgs Herrenmannschaft (teils als Spielertrainer) und den USC München auf. Nach seinem Lehramtsstudium in München war er an der Technischen Universität München als Dozent in der Sportlehrerausbildung für die Sportart Basketball zuständig, ab 1978 war er Sport- und Biologie-Lehrer am Luitpold-Gymnasium Wasserburg.
Brei engagierte sich jahrzehntelang im Wasserburger Jugendbereich und gewann mehrere Bayerische Meistertitel mit seinen Mannschaften. Zudem betreute er die Schulmannschaften des örtlichen Luitpold-Gymnasiums (LGW) unter anderem im Bundeswettbewerb „Jugend trainiert für Olympia“. 1999 nahm er mit einer Mannschaft des LGW an der Schülerweltmeisterschaft in Jerusalem teil.
1989 übernahm er den Posten des Cheftrainers bei der TSV-Damenmannschaft. 1995 führte Brei das Team von der Regionalliga in die 2. Bundesliga und 2001 zum Aufstieg in die Damen-Basketball-Bundesliga, 2004 folgte der erste deutsche Meistertitel. Von 2005 bis 2007 gewann Wasserburg unter Breis Leitung dreimal in Folge das „Double“ aus Meistertitel und Pokalsieg. Insgesamt errang der TSV in der bis 2012 andauernden Brei-Ära sechs deutsche Meisterschaften und vier Pokalsiege. Zweimal wurde ihm die Auszeichnung als „Trainer des Jahres“ in der Damen-Bundesliga zuteil.
Nach seinem Rückzug als Trainer 2012 blieb Brei Wasserburgs Bundesliga-Mannschaft erhalten und war in der Gegnersichtung sowie als Videoanalyst tätig. Anlässlich seines Abschiedes 2012 wurde Brei zum ersten Ehrentrainer des Bayerischen Basketballverbandes ernannt.
Seine Ehefrau Gabriele war bis 2018 langjährige Leiterin der Basketball-Abteilung im TSV Wasserburg sowie Sportliche Leiterin der Bundesliga-Mannschaft. 2009 wurden Gabriele und Hans Brei für ihre Verdienste mit der Joseph-Heiserer-Medaille der Stadt Wasserburg ausgezeichnet.